# Colombier (Alt Saona)
Colombier és un municipi francès situat al departament de l'Alt Saona i a la regió de Borgonya - Franc Comtat. L'any 2007 tenia 374 habitants.

## Demografia

### Població
El 2007 la població de fet de Colombier era de 374 persones. Hi havia 146 famílies, de les quals 36 eren unipersonals (8 homes vivint sols i 28 dones vivint soles), 41 parelles sense fills, 57 parelles amb fills i 12 famílies monoparentals amb fills.
La població ha evolucionat segons el següent gràfic:
Habitants censats

### Habitatges
El 2007 hi havia 174 habitatges, 147 eren l'habitatge principal de la família, 12 eren segones residències i 15 estaven desocupats. 161 eren cases i 13 eren apartaments. Dels 147 habitatges principals, 113 estaven ocupats pels seus propietaris, 24 estaven llogats i ocupats pels llogaters i 9 estaven cedits a títol gratuït; 2 tenien dues cambres, 8 en tenien tres, 29 en tenien quatre i 107 en tenien cinc o més. 123 habitatges disposaven pel capbaix d'una plaça de pàrquing. A 62 habitatges hi havia un automòbil i a 76 n'hi havia dos o més.

### Piràmide de població
La piràmide de població per edats i sexe el 2009 era:
| Homes | Edats   | Dones |
| ----- | ------- | ----- |
| 0     | 95 o +  | 0     |
| 0     | 90 a 94 | 0     |
| 0     | 85 a 89 | 8     |
| 4     | 80 a 84 | 4     |
| 4     | 75 a 79 | 8     |
| 0     | 70 a 74 | 8     |
| 8     | 65 a 69 | 4     |
| 16    | 60 a 64 | 8     |
| 8     | 55 a 59 | 16    |
| 16    | 50 a 54 | 12    |
| 16    | 45 a 49 | 24    |
| 20    | 40 a 44 | 12    |
| 12    | 35 a 39 | 4     |
| 0     | 30 a 34 | 20    |
| 28    | 25 a 29 | 12    |
| 12    | 20 a 24 | 0     |
| 12    | 15 a 19 | 28    |
| 12    | 10 a 14 | 20    |
| 12    | 5 a 9   | 4     |
| 4     | 0 a 4   | 4     |

## Economia
El 2007 la població en edat de treballar era de 247 persones, 188 eren actives i 59 eren inactives. De les 188 persones actives 179 estaven ocupades (100 homes i 79 dones) i 9 estaven aturades (4 homes i 5 dones). De les 59 persones inactives 18 estaven jubilades, 25 estaven estudiant i 16 estaven classificades com a «altres inactius».

### Ingressos
El 2009 a Colombier hi havia 165 unitats fiscals que integraven 418 persones, la mediana anual d'ingressos fiscals per persona era de 17.045 €.

### Activitats econòmiques
Dels 16 establiments que hi havia el 2007, 1 era d'una empresa alimentària, 1 d'una empresa de fabricació d'altres productes industrials, 5 d'empreses de construcció, 4 d'empreses de comerç i reparació d'automòbils, 1 d'una empresa d'hostatgeria i restauració, 1 d'una empresa financera, 1 d'una empresa immobiliària, 1 d'una entitat de l'administració pública i 1 d'una empresa classificada com a «altres activitats de serveis».
Dels 6 establiments de servei als particulars que hi havia el 2009, 1 era un taller de reparació d'automòbils i de material agrícola, 1 paleta, 2 guixaires pintors, 1 fusteria i 1 electricista.
L'únic establiment comercial que hi havia el 2009 era una fleca.
L'any 2000 a Colombier hi havia 11 explotacions agrícoles que ocupaven un total de 987 hectàrees.

## Equipaments sanitaris i escolars
El 2009 hi havia una escola elemental.

## Poblacions més properes
El següent diagrama mostra les poblacions més properes.